# Museo degli usi e costumi
Il Museo degli usi e costumi (in tedesco Südtiroler Volkskundemuseum) si trova a Brunico, nella frazione di Teodone (Dietenheim); istituito nel 1976, è costituito da un parco museale di circa 4 ettari e dalla Residenza Mair am Hof.

## Descrizione

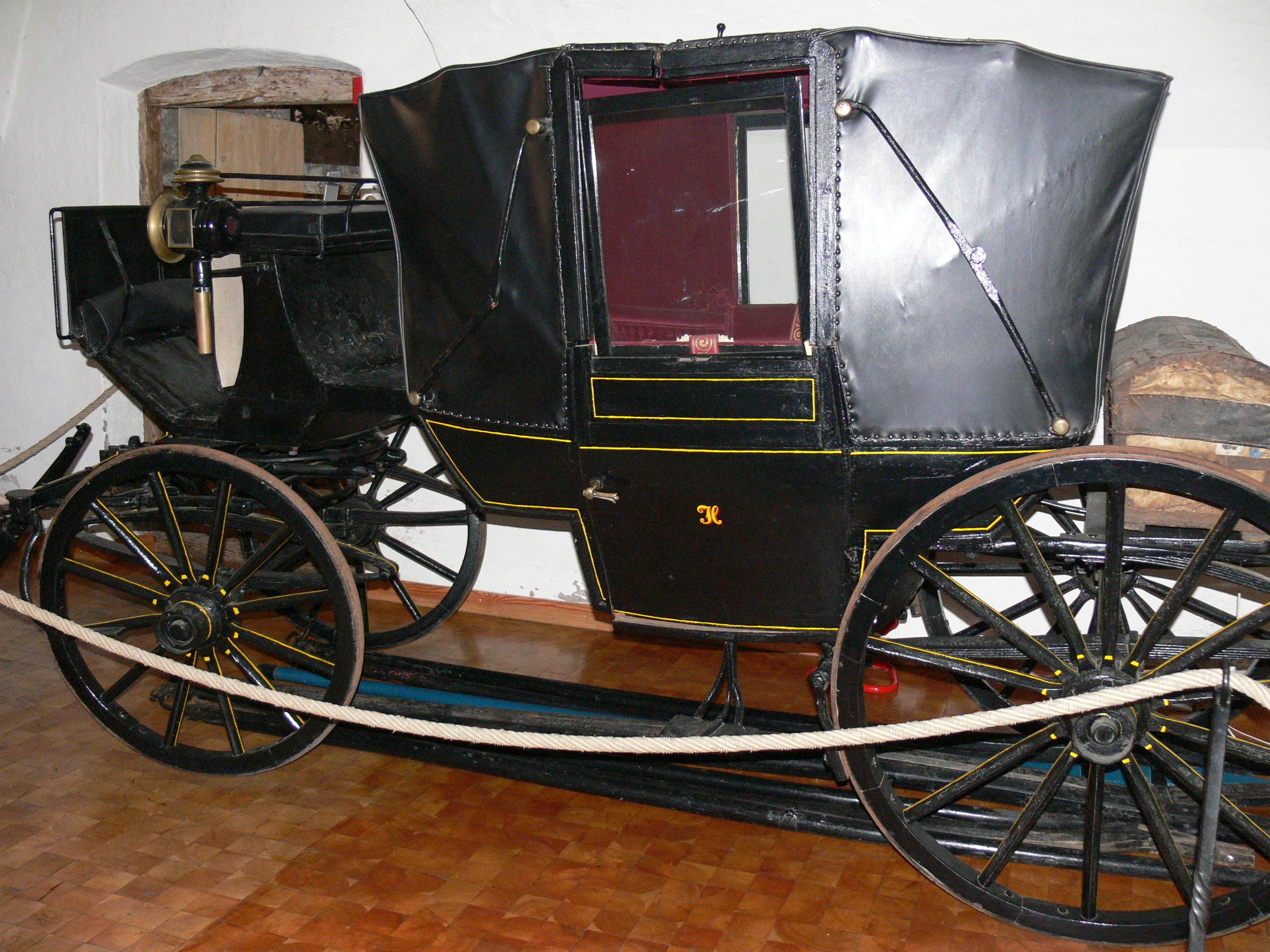
Esempio di carrozza custodita all'interno del museo

Nel parco museale sorgono antiche case contadine (masi) e fattorie (una ventina di edifici rurali dal XV al XVIII secolo, riedificati e sistemati come unità abitative) che rappresentano la varietà di tipologie costruttive delle diverse vallate altoatesine, e la stratificazione sociale della società contadina. Nelle case gli arredi originali ed attrezzi da lavoro tipici esposti descrivono la vita quotidiana della società rurale di un tempo; nel periodo estivo, in un forno antico viene cotto del pane e offerto ai visitatori.
Nei tipici orti contadini crescono verdure, erbe medicinali e fiori, e nei campi intorno pascolano animali domestici e bestiame agricolo.
La residenza Mair am Hof, edificata nel periodo fra il 1690 ed il 1700 da Anton Wenzl von Sternbach (1651-1716), che qui risiedeva con la famiglia, nel corso dei secoli cambiò più volte proprietario, fino a diventare sede del Museo Etnografico nella seconda metà del XX secolo. 
Nelle sue sale espositive sono ospitate testimonianze della devozione religiosa e dell'arte popolare e diverse collezioni fra cui una di pipe, una di cinturoni ed una di cetre.